# Lipowski Groń
Die Lipowski Groń (deutsch: Lippowetzer Gipfel) ist ein Berg in Polen. Er liegt auf den Gemeindegebieten von Ustroń und Brenna und teilt die Flusstäler der oberen Weichsel und der Brennica. Mit einer Höhe von 743 m ist er einer der höheren Berge im Równica-Kamm der Schlesischen Beskiden. Gleichzeitig ist er der nördlichste Gipfel im Kamm, der nördlich in das Schlesische Vorgebirge übergeht. Der Berg ist ein beliebtes Touristenziel mit vielen Ausblicken auf die benachbarten Gebirge und das Tiefland. 

## Tourismus
- Auf den Gipfel führen mehrere markierte Wanderwege von Ustroń, Skoczów und Brenna.